# Telmo Dourado
Telmo Dourado é um criativo português. Estreou-se em 1993 no Teatro Universitário do Minho e na Companhia de Teatro de Braga enquanto actor e produtor. Trabalhou depois na RTP de onde saiu em 2000 para integrar a equipa criativa de Paula Moura na Gestmusic Endemol.
Regressou à RTP, como criativo, em 2005 para integrar a equipa de Nuno Santos - onde se mantém com José Fragoso.
Enquanto jornalista, guionista, produtor e realizador, integrou equipas de programas de televisão para a SIC, TVI e RTP. Destacam-se Noites Marcianas (2001) para a SIC, Prós e Contras (2002/2003) para a RTP; e ABSexo (2006) para a TVI.
Telmo Dourado é natural da Jamba, Angola (1973). Licenciou-se em Comunicação Social pela Universidade do Minho, em Braga. É Pós-graduado em Produção Criativa de Televisão pelo Centro de Estudos de Televisão. Colabora com a imprensa especializada e desenvolve conteúdos na área da formação comportamental.